# 新四军第2师
新四军第2师，全称国民革命军新编第四军第二师，皖南事变后由江北指挥部及所属部队编成，师长张云逸，政委郑位三，下辖第4、第5、第6旅和津浦路东、西两个联防司令部。最初全师共18000余人。

## 概述

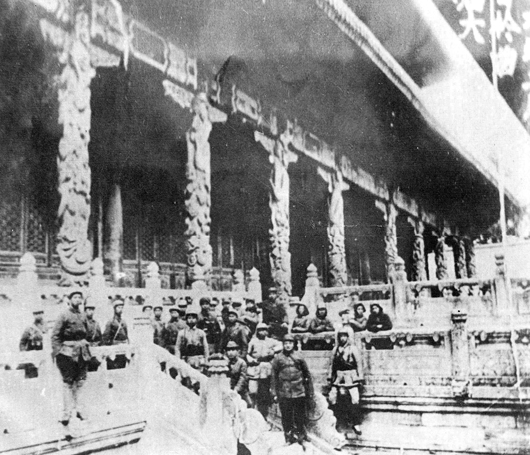
1945年10月，新四军第2师师长罗炳辉率第4、第5旅北进山东，途径曲阜，在孔庙大成殿留影。

皖南事变爆发后，1941年1月，该师由活动于淮河以南、长江以北、津浦路西侧的江北指挥部及所属部队编成，在淮南地区坚持抗日。该师成立后，立即投入激烈的反扫荡战斗中，先后取得粉碎日伪军对半塔集的扫荡，打退反共军对路西大桥地区的进攻等胜利，巩固了淮南等抗日根据地。1942年2月，成立淮南军区，第2师兼军区机关。1943年春，罗炳辉任师长兼司令员，谭震林兼政委，韩振纪任参谋长，肖望东任政治部主任。路东、路西两个联防司令部分别改为路东、路西军分区，分别由第5、第6旅兼两个军分区。同年秋，第6旅番号取消后，由第4旅兼路东军分区，第5旅兼路西军分区。这一年，第2师一面开展大练兵运动，提高部队战斗力，开辟了杨州以西甘泉地区。
1944年开展攻势作战，袭击盱眙、定远两城，攻克据点多处。11月，击退国军对占鸡岗地区的进犯。随即重建第6旅。1945年2月，与新四军第4师相配合，粉碎日军控制淮河下游和三河水上交通的企图。4月，连续攻击盱蚌公路沿线的日伪军，拔除津里、石坝等据点多处。8月，举行反攻，先后收复定远县、天长县、来安县、嘉山县、盱眙县、六合县等县城，争取六合3000余伪军起义。接着向怀远县推进。9月2日以后，第2师继续攻克滁县以南9个车站，破坏了浦口至滁县段津浦路。第2师在抗战中歼日伪军20000余人，部队发展到30000余人。9月，师部奉命率第4、第5旅北上鲁南，与新四军第4师第9旅合编为新四军第4纵队。原淮南军区部队编为独立旅和第3、第4军分区。

## 最初编制
- 新四军第2师，师长张云逸，政委郑位三，副师长罗炳辉，参谋长周骏鸣，政治部主任郭述申，副主任张劲夫，辖第4、第5、第6旅和津浦路东、西两个联防司令部。
  - 第4旅：旅长梁从学，政委王集成；
  - 第5旅：旅长成钧，政委赵启民；
  - 第6旅：旅长兼政委谭希林。
  - 路东联防司令部：司令员杨梅生，政委刘顺元。
  - 路西联防司令部：司令员郑抱真，政委谭光廷。